# 腰巻
腰巻（こしまき）は、日本の安土桃山時代から江戸時代以前における、高級武家女性の夏の正装。

## 歴史

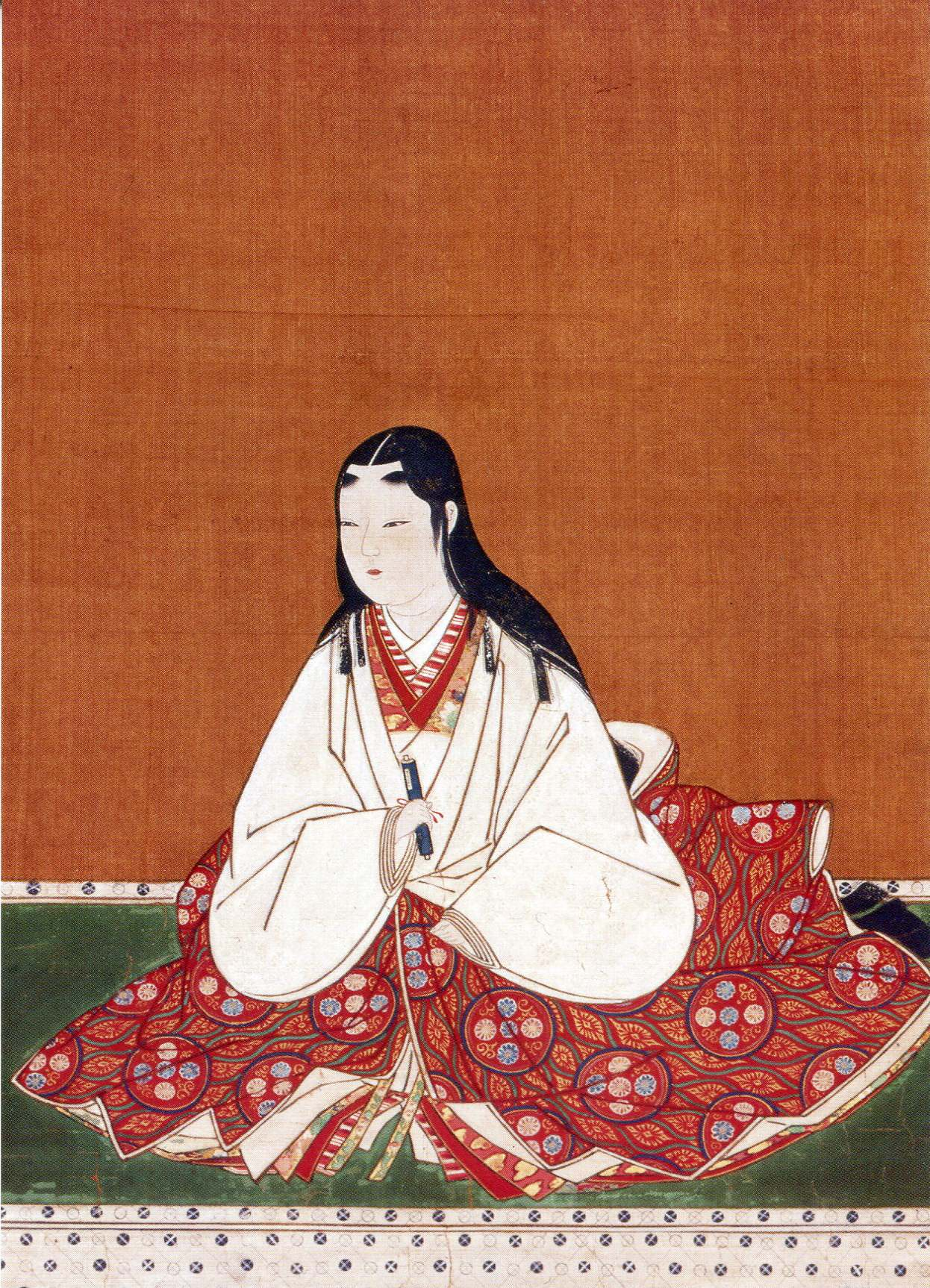
お市の方

戦国時代、それまで高級武家夫人の正装であった袿が廃れた後、武家女性は威儀を正すためと防寒のために上から打掛を羽織るようになった。しかし夏場は非常に暑かったため、腰の位置で打掛を紐で結び、上半身は脱ぐようになった。これが腰巻の始まりである。
高野山の塔頭・持明院にある「お市の方肖像画」に書かれている物がこの時代の代表的な腰巻姿である。
江戸時代になると江戸幕府により大奥の女性の服装に規定が定められ、他大名家においてもこの慣例に倣うようになった。しかし細川家の夫人では着用がない(徳川黎明会所蔵北白川家旧蔵資料)など家によってしきたりは異なった。基本的に大名家であっても相当の格式を要したものらしい。
大奥では「腰巻」とは、着用期間は旧暦5月5日～9月8日、地色は黒で、「提帯（さげおび）」という特殊な帯に袖を引っかけて着用した。提帯は固織りの錦の細い帯で、全体に紙を入れて固くし、特に左右端はわらを紙で巻いた芯を入れたもので、着装すると芯のある部分が長く左右に張る。提帯は大奥・大名家で夏季に広く用いられたが、身分の高い女性は儀式に際してこの左右の張った部分に袖をかけて着用したのである。
なお江戸時代初期には宮中でも行われており、後水尾院の著である『当時年中行事』の「嘉祥」の項には女官の着用が見られ、宮中の御用を勤めた雁金屋の図案集中にも見られる。しかし幕末の宮廷行事を記した『嘉永年中行事』では見られず、宮中では早くに廃れたらしい。
江戸時代末期（幕末）になると特別の儀式の時のみ使われるようになり、明治時代以降は完全に廃れた。